# SN 2010ge
SN 2010ge – supernowa odkryta 10 czerwca 2010 roku w galaktyce A154343-0928. W momencie odkrycia miała maksymalną jasność 17,70m.